# Plaats (Rekkem)

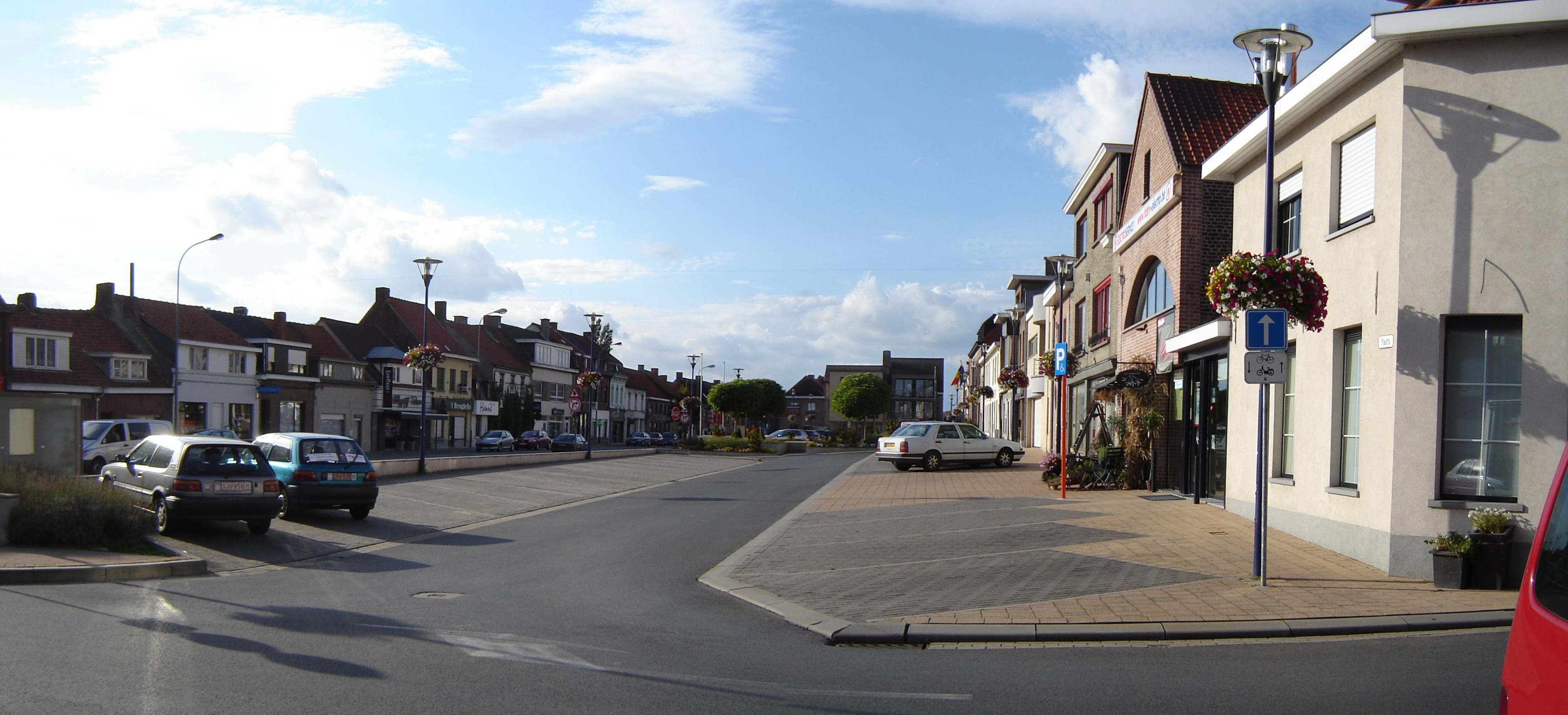
De Plaats in Rekkem

De Plaats is het marktplein van het Belgische dorp Rekkem. De plaats ligt aan de verbindingsweg, de Moeskroenstraat, tussen Menen en Moeskroen. Het is een commerciële plaats in het dorp. Het uitzicht van het marktplein is regelmatig veranderd doorheen de jaren.

## Geschiedenis
In de jaren rond 1840 werd de steenweg van Menen naar Moeskroen aangelegd. Aan de oudste huizen is nog duidelijk te zien dat het straatpeil werd verlaagd. Tussen de huizen werden "gangskes" gelaten om te voorkomen dat bij brand deze op de andere gebouwen zouden overslaan. Ze dienden ook als uitgang voor de huizen.
De plaats werd aangelegd door Bernard de Haynin in het jaar 1920. Tot ver in de negentiende eeuw was het slechts een grasplein, waar de was werd gebleekt. De "oude Plaats" bevond zich voor de kasteelhoeve en pastorie. De kasteelhoeve en de kerk vormden het centrum van de parochie. Het dorpscentrum, de Plaats van Rekkem, bevond zich ten noorden van de kasteelhoeve. Op de "oude Plaats" stond een gedenkteken voor de gesneuvelde soldaten tijdens de Eerste Wereldoorlog.
Op de Plaats werd ook een kiosk gebouwd. De kiosk werd op 19 juni 1921 ingehuldigd en op 25 november 1964 gesloopt. Het metselwerk was van Arthur Dumortier, het bouwwerk van Charles Grimonprez. 
Op de Plaats was ook de eerste "tramstatie" ingelegd op 8 augustus 1900. De stoomtram zorgde voor een verbinding tussen Menen en Moeskroen, maar was ook een vervoermiddel voor steenkolen, zavel en dieren. De tramlijn werd in 1931 geëlektrificeerd.
In 1955 werd het gedenkteken van de oorlogsslachtoffers verplaatst van de kerk naar de Plaats. Op 10 juli 1955 werd het ingewijd. Na het verdwijnen van de kiosk kreeg de Plaats een nieuw uitzicht. In 1964-1965 werd het één groot plein waar auto's konden parkeren. Rond het gedenkteken lag een groene strook.
In 1999 begonnen de werken aan de recentste renovatie van de Plaats. Het marktplein kreeg een volledig nieuw uiterlijk. Het plein werd verdeeld in twee delen. Centraal staat de "nieuwe kiosk", die doet terugdenken aan hoe het vroeger was. Aan de voet van de kiosk staat het gedenkteken van de gesneuvelde soldaten tijdens de Eerste Wereldoorlog. Dat werd afgebroken en heropgebouwd op een nieuwe plaats, want vroeger stond het monument aan de rechterzijde op het marktplein.
De vernieuwde Plaats werd plechtig ingehuldigd tijdens de 28ste Breughelkermis 17 juni 2000 door de burgemeester van Menen. Tijdens de opening was er een eerste optreden van de Breughelkes op de nieuwe kiosk. Het reuzenkind "Maaike", dochter van de reus "Kwabberbil" en reuzin "Kalyne", werd voorgesteld.